# Andrianam poinimerina
Andrianam poinimerina är en fjärilsart som beskrevs av Pierre E.L. Viette 1954. Andrianam poinimerina ingår i släktet Andrianam och familjen nattflyn. Inga underarter finns listade i Catalogue of Life.